# Odorico Tavares
Odorico Montenegro Tavares da Silva (Timbaúba, 1912 — Salvador, 1980) foi um jornalista, poeta e colecionador de arte brasileiro.
Nascido em Timbaúba, Pernambuco, fixou-se em Salvador em 1942, onde a convite de Assis Chateaubriand veio dirigir as empresas dos Diários Associados, que na época possuía os jornais Diário de Notícias e Estado da Bahia e a Rádio Sociedade da Bahia e, anos mais tarde, a TV Itapoan. Foi eleito para a Academia Baiana de Letras em 1971.
Em Salvador, ele logo se integrou entre os escritores, artistas e intelectuais baianos. Em 1944, organiza, com o escritor Jorge Amado e o gravador paulista Manoel Martins a primeira exposição de arte moderna brasileira na Bahia, promovida pela seção baiana da Associação Brasileira de Escritores, na Biblioteca Pública de Salvador.
Em 1947, faz diversas reportagens para a revista O Cruzeiro, depois reunidas no livro Bahia, Imagens da Terra e do Povo, de 1951. Ilustrado por Carybé, o livro é premiado com a medalha de ouro na 1ª Bienal Internacional do Livro e Artes Gráficas de São Paulo, em 1961. Para a reportagem, escrita por ocasião do cinquentenário da Guerra de Canudos, Tavares viajou pela região percorrida pelo escritor Euclides da Cunha na Bahia, acompanhado pelo fotógrafo francês Pierre Verger.